# Silene nepalensis
Silene nepalensis là loài thực vật có hoa thuộc họ Cẩm chướng. Loài này được Majumdar miêu tả khoa học đầu tiên năm 1963.